# Eowa
Eowa o Eawa (... – 5 agosto 642) fu re di Mercia, figlio di Pybba e fratello di Penda.
Secondo l'Historia Brittonum e gli Annales Cambriae, regnò su Mercia al tempo della battaglia di Maserfield (località identificata con l'odierna Cogwy), combattuta il 5 agosto 642 (o 644) tra Eowa e Oswald di Bernicia. Morì proprio in questo scontro. I successivi sovrani di Mercia, Aethelbald, Offa e Ecgfrith discendevano da Eowa. Regnarono dal 716 (data della morte del nipote di Penda, Ceolred) al 796. 

Si pensa che Eowa abbia regnato insieme a Penda, oppure che abbia avuto una posizione superiore. Ciò spiegherebbe perché l'Historia Brittonum sembra datare l'inizio del regno di Penda sulla Mercia proprio a partire dalla battaglia di Maserfield, cioè dopo la morte di Eowa, quando Pensa sarebbe rimasto unico sovrano. Si è anche supposto che egli abbia combattuto come alleato di Oswald. Forse Penda e Eowa regnarono, rispettivamente, sul sud e sul nord di Mercia. 

Né Beda nell'Historia ecclesiastica gentis Anglorum e neppure la Cronaca anglosassone parlano della partecipazione o della morte di Eowa a Maserfield e neppure del fatto che fosse sovrano di Mercia.